# 災害弔慰金の支給等に関する法律
災害弔慰金の支給等に関する法律（さいがいちょういきんのしきゅうとうにかんするほうりつ、昭和48年9月18日法律第82号）は、災害弔慰金の支給に関する日本の法律である。
1967年8月に発生した羽越豪雨をきっかけに、1973年成立した。

## 概要
災害による被災者に対して以下の対策を規定している。
- 災害弔慰金 - 災害により死亡した者の遺族に対して支給
- 災害障害見舞金 - 災害により精神又は身体に著しい障害を受けた者に対して支給
- 災害援護資金貸付 - 災害により世帯主が1か月以上の負傷をしたときや、住居や家財に大きな被害を受けた場合，一定所得以下の世帯に対し援護資金を貸付

なお、「災害」とは「自然災害」を指す（第2条）が、東日本大震災に伴う原発事故の被災者も対象としている。

### 各制度の課題

#### 災害弔慰金
災害関連死について、国による審査基準（特に東日本大震災に係る原発災害関連死の基準）が定められていない。各市区町村の自治事務なので、地域の実情に応じた審査を行なう趣旨だが、各市区町村の審査により差が生じる懸念がある。また、審査を県に委託している場合もあるが、「詳細な実態を把握できない」と指摘されている。

#### 災害障害見舞金
災害障害見舞金の対象は、労災1級の基準と同等程度の障害に支給されるきわめて高い基準のため、軽度の障害や、要介護度が上がった程度では救済されず、対象となる方が災害弔慰金受給者と比べると極めて少ない。もともとが労災を受給できない方を救済する目的なので当然とされていたが、被災者の救済を考える趣旨から障害の度合いに応じた段階的な見舞金を支払うべきだという意見もある。

#### 災害援護資金貸付
国県が財源を担うが、償還期日が到来しても利用者が市区町村に返済が滞った場合、市区町村がその償還を立て替える仕組みとなっていることである。災害援護資金はもともと返済能力の乏しい被災者に生活資金を貸し付けるものなので、将来的に焦げ付く危険性が高く、そのリスクを被災自治体が国県に代わって負う。阪神・淡路大震災の被災自治体は被災者に対し大量の訴訟を行わなければならず被災者救済との板ばさみにあっている。

## その他
- 災害弔慰金について2分の1の国庫負担分と4分の1の都道府県負担分を、市町村が立て替え払いをして2-3か月後に国･県の負担分が市町村に交付されることで、多額の立て替え資金が必要となっている問題が存在する[2]。
- 災害弔慰金の東日本大震災に伴う原発事故の被災者の適用については、岡本充功大臣政務官が「自然災害の種別を問わず、そして県内、県外の避難の状況を問わず、こういった弔慰金の対象になる」と回答している[3]。